# جي هيو
جي هيو (بالصينية: 謝暉) (14 فبراير 1975 بشانغهاي في الصين - ) هو مدرب كرة قدم ولاعب كرة قدم صيني في مركز الهجوم. شارك مع منتخب الصين لكرة القدم. أما مع النوادي، فقد لعب مع ألمانيا آخن وشانغهاي غرينلاند شينهوا وغرويتر فورت وفيهين فيسبادن ونادي تشونغتشينغ ليانغجيانغ.

## روابط خارجية
- جي هيو على موقع قاعدة بيانات كرة القدم.إي يو (الإنجليزية)
- جي هيو على موقع بيانات كرة القدم. دي إي (الألمانية)
- جي هيو على موقع ناشيونال فوتبول تيمز (الإنجليزية)
- جي هيو على موقع عالم كرة القدم.نت (الإنجليزية)